# Eucharis diaphana
Eucharis diaphana is een vliesvleugelig insect uit de familie Eucharitidae. De wetenschappelijke naam is voor het eerst geldig gepubliceerd in 1940 door Gussakovskiy.